# 名古屋中国総領事館の国家公務員宿舎跡地移転問題

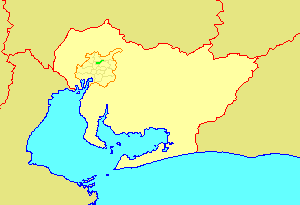
愛知県名古屋市東区

名古屋中国総領事館の国家公務員宿舎跡地移転問題（なごやちゅうごくそうりょうじかんのこっかこうむいんしゅくしゃあとちいてんもんだい）とは、愛知県名古屋市にある中華人民共和国駐名古屋総領事館が、同市北区名城3丁目にある国家公務員宿舎跡地（北緯35度11分16.8秒 東経136度54分19.1秒、約33,800m2、約10,200坪）に移転・拡張する計画について、その是非が問われた問題。

## 関連年表
- 2005年（平成17年）

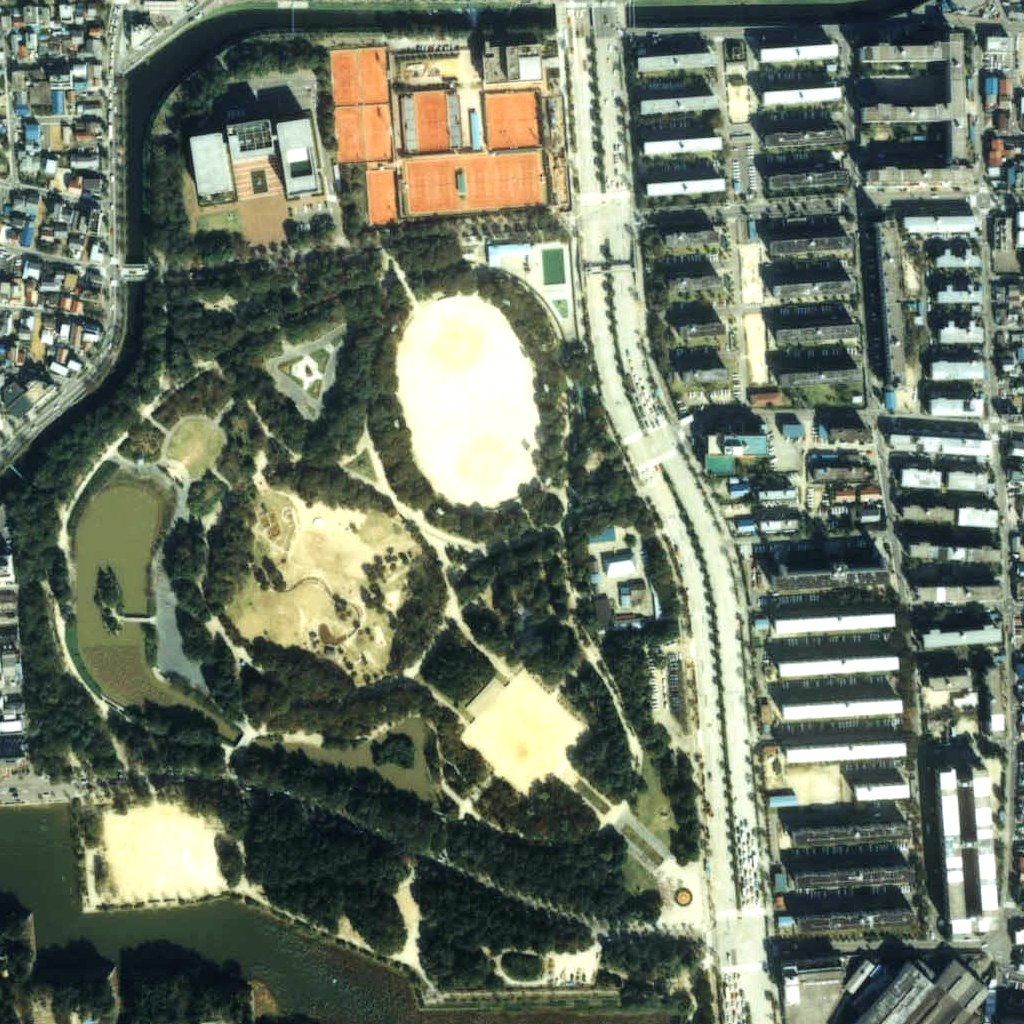
国家公務員合同宿舎名城住宅（画面上部中央を走る大津通右手に集合住宅が並んでいるところ下部、1987年）

  - 9月26日、中国駐名古屋領事館が愛知県名古屋市中区栄1-3-3にあるヒルトン名古屋内（北緯35度10分3.1秒 東経136度53分40.5秒 / 北緯35.167528度 東経136.894583度）に開設[2]。
- 2006年（平成18年）
  - 4月25日、中国駐名古屋領事館が愛知県名古屋市東区東桜2-8-37（北緯35度10分22.9秒 東経136度54分57.5秒 / 北緯35.173028度 東経136.915972度）に移転[3]。
- 2007年（平成19年）
  - 8月20日、王毅在日本中国大使が、中国駐名古屋領事館を総領事館に昇格したと発表[4]。
- 2009年（平成21年）
  - 4月、名城住宅に入居している国家公務員とその家族が新公務員宿舎の城北住宅に転居する[1]。
- 2010年（平成22年）
  - 4月15日から7月14日まで、東海財務局は取得希望の受付と審査を行った[5]。
  - 6月、日本政府は中国政府に、売却出来るのは南向きの31,000m2の区画の北側と飛び地だけであると伝えた[1]。
  - 8月、中国は南向きの31,000m2の区画の南北全てを要求する[1]。
  - 9月27日、政務三役会議にて野田佳彦大臣に経緯が報告され、外務省の判断を待つこととなった[1]。
  - 12月19日、1万人の反対署名が提出されるなどしたために東海財務局が審査を無期限延期としたと産経新聞は報じた[6]。
- 2016年（平成28年）
  - 6月、東海財務局は総領事館への売却しない方針を伝えた。
  - 8月、残りの区画が愛知学院大学が取得する方針と報道される[7]。
- 2018年（平成30年）
  - 約2万平方メートルを名古屋造形大学を運営する同朋学園への売却が認められる[8]。

## 移設に対する意見

### 名古屋市
- 河村たかし名古屋市長は「国有地払い下げの権限は国にあるんです。土地利用計画の決定権は地方自治体にありますが、国がどうしても売るといったら、最後まで反対出来んでしょう。尖閣の領海侵犯事件の後で、市の一等地を中国に渡すなど市民県民は許しませんよ。慎重のうえにも慎重にしてほしいと、民主党に申し入れ、凍結してもらいました」として反対を表明するとともに凍結されたとしている[1]。財務省東海財務局国有財産調整官は凍結されていないとしており、河村の発言を否定していたが[1]、その後の市民による反対活動を受けて審査を無期限延期となった[6]。
- 名古屋市民によって中国への払い下げに反対するデモや署名活動が行われ1万人の反対署名が提出された[6]。
- 「中国領事館問題を考える市民の会」が名古屋市民によって設立されるとともに、市民からは「なぜこんなに好い土地を中国に売り渡すのであろうか？中国はこんなに広い総領事館が必要なのか？」といった疑問の声が出されている[9]。

### 愛知学院
学校法人愛知学院は、愛知学院大学の商学部・経営学部を移転させるため、南向きの31,000m2の区画の南側を購入しようとしていたものの、中国が取得しようとする区画に含まれているため問題となっていた。しかし、愛知学院は2011年9月30日に東海財務局から北側23,000m2の用地を取得し、2014年に名城公園キャンパスとして開校することになった。

### その他の意見
- ジャーナリストの櫻井よしこは、日本の在中国公館は全て賃貸であるのに対して中国公館は現在買収を行おうとしている名古屋と新潟以外はすでに土地建物を取得しているので相互主義という点に疑問を呈している[1]。
- 日本の領土を守るため行動する議員連盟事務局長の松原仁は「国際的規範も守らない。我々とは全く異なる価値観を持つ国に土地を売るのは極めて慎重であるべきです。」と述べている[1]。

## 名古屋中国総領事館の概要
- 管轄地域
  - 愛知県、岐阜県、福井県、富山県、石川県、三重県
  - 愛知県名古屋市東区東桜2-8-37

## 日本国内の中国公館
| 名称             | 住所                              | 管轄区域 | 土地の保有形態 | 敷地面積                                                    |
| ---------------- | --------------------------------- | --- | -------------- | ----------------------------------------------------------- |
| 中国大使館       | 東京都港区元麻布3-4-33            | 日本国（総領事館管轄区域以外）                                                                                   | 所有           | 3333坪（11,000m2）                                          |
| 駐大阪総領事館   | 大阪府大阪市西区靱本町地区3-9-2   | 大阪府、京都府、兵庫県、奈良県、和歌山県、滋賀県、愛媛県、高知県、徳島県、香川県、広島県、島根県、岡山県、鳥取県 | 所有           | 364坪（1,200m2） （事務棟91坪、別館121坪、公邸・官舎152坪） |
| 駐福岡総領事館   | 福岡県福岡市中央区地行浜1-3-3     | 福岡県、山口県、佐賀県、大分県、熊本県、鹿児島県、宮崎県、沖縄県                                                 | 所有           | 1,515坪（5,000m2）                                          |
| 駐札幌総領事館   | 北海道札幌市中央区南13条西23-5-1  | 北海道、青森県、秋田県、岩手県                                                                                   | 所有           | 1,515坪（5,000m2）                                          |
| 駐長崎総領事館   | 長崎県長崎市橋口町10-35           | 長崎県 | 所有           | 1,000坪（3,300m2）                                          |
| 駐名古屋総領事館 | 愛知県名古屋市東区東桜2-8-37      | 愛知県、岐阜県、福井県、富山県、石川県、三重県                                                                   | 賃貸           |                                                             |
| 駐新潟総領事館   | 新潟県新潟市中央区西大畑町5220-18 | 新潟県、宮城県、山形県、福島県                                                                                   | 賃貸           |                                                             |

## 中国国内の日本公館
| 名称           | 住所                                        | 管轄区域                               | 土地の保有形態 | 敷地面積 |
| -------------- | ------------------------------------------- | -------------------------------------- | -------------- | -------- |
| 日本大使館     | 北京市朝陽区建国門外日壇路7号               | 中華人民共和国（総領事館管轄区域以外） | 賃貸           |          |
| 在重慶総領事館 | 重慶市渝中区鄒容路68号大都会商廈37F         | 重慶市、四川省、雲南省、貴州省         | 賃貸           |          |
| 在広州総領事館 | 広州市環市東路368号花園大厦                 | 広東省、広西壮族自治区、福建省、海南省 | 賃貸           |          |
| 在上海総領事館 | 上海市万山路8号                             | 上海市、江蘇省、浙江省、安徽省         | 賃貸           |          |
| 在瀋陽総領事館 | 遼寧省瀋陽市和平区十四緯路50号              | 遼寧省、吉林省、黒龍江省               | 賃貸           |          |
| 在青島総領事館 | 青島市香港中路59号 青島国際金融中心45階     | 山東省                                 | 賃貸           |          |
| 在香港総領事館 | 香港中環康楽廣場8號交易廣場第一座46樓及47樓 | 香港特別行政区、マカオ特別行政区       | 賃貸           |          |